# Mischa Bredewold
Mischa Bredewold (Amersfoort, 20 giugno 2000) è una ciclista su strada olandese che corre per il Team SD Worx-Protime. Attiva in formazioni UCI dal 2021, ha vinto il titolo europeo 2023 in linea, due Classic Lorient Agglomération (2023 e 2024) e l'Amstel Gold Race nel 2025.

## Palmarès

### Strada
- 2021 (Parkhotel Valkenburg, una vittoria)

1ª tappa Baloise Ladies Tour (Eeklo > Eeklo)
- 2022 (Parkhotel Valkenburg, tre vittorie)

6ª tappa Holland Ladies Tour (Arnhem > Arnhem)
À Travers les Hauts-de-France
1ª tappa Tour de la Semois (Vresse-sur-Semois > Vresse-sur-Semois)
- 2023 (Team SD Worx, quattro vittorie)

Volta Limburg Classic
2ª tappa Thüringen Ladies Tour (Gera > Gera)
Classic Lorient Agglomération
Campionati europei, prova in linea
- 2024 (Team SD Worx-Protime, quattro vittorie)

1ª tappa Giro dei Paesi Baschi (Vitoria-Gasteiz > Elgoibar)
2ª tappa Giro dei Paesi Baschi (Basuari > Basuari)
5ª tappa Thüringen Ladies Tour (Altenburg > Altenburg, cronometro)
Classic Lorient Agglomération
- 2025 (Team SD Worx-Protime, due vittorie)

2ª tappa Setmana Ciclista Valenciana (Benicàssim > Nules)
Amstel Gold Race

#### Altri successi
- 2021 (Parkhotel Valkenburg)

Classifica giovani Baloise Ladies Tour
- 2022 (Parkhotel Valkenburg)

Classifica giovani Holland Ladies Tour
Classifica a punti Tour de la Semois
Classifica giovani Tour de la Semois
- 2023 (Team SD Worx)

1ª tappa Thüringen Ladies Tour (Schleiz, cronosquadre)
- 2024 (Team SD Worx-Protime)

TOP Totaal - Regio Kampioenschap Midden-Oost
NCK (cronosquadre, con WV Noord-Holland)

### Pista
- 2023

Campionati olandesi, Inseguimento individuale
- 2024

Campionati olandesi, Inseguimento individuale

## Piazzamenti

### Grandi Giri
- Tour de France

2022: 21ª
2023: 63ª
2024: 54ª
- Vuelta a España

2024: 40ª

### Competizioni mondiali
- Campionati mondiali

Glasgow 2023 - In linea Elite: 84ª
Zurigo 2024 - In linea Elite: 19ª

### Competizioni continentali
- Campionati europei

Trento 2021 - In linea Under-23: ritirata
Anadia 2022 - Staffetta Under-23: 3ª
Anadia 2022 - In linea Under-23: 16ª
Drenthe 2023 - In linea Elite: vincitrice
Limburgo 2024 - In linea Elite: 45ª